# Pont de Vilvorde
Ne doit pas être confondu avec Viaduc de Vilvorde.
Le pont de Vilvorde (en néerlandais : Vilvoordebrug) ou le pont de l'Europe (en néerlandais : Europabrug) est un pont levant sur le canal de Willebroeck dans la ville de Vilvorde.

## Description
Le pont fait partie de la N211 entre Brucargo et Opwijk (Mazenzele). Le pont a été construit en 1972 et a une section mobile métallique d'une longueur de 55,8 m et d'une largeur de 20,96 m. Le pont a une longueur totale de 376 mètres, en incluant le viaduc allant vers le centre de Vilvorde. Il y a la place pour quatre voies au total sur le pont.

## Construction
Dans le plan de modernisation du canal à partir de 1965, les nouveaux ponts ont été dotés d'un passage plus large et plus haut. À Vilvorde, un pont élévateur en béton a été construit avec quatre tours de levage, un tablier métallique et une balustrade. La construction a duré quatre ans; le pont a été inauguré le 25 avril 1972. Pour les cyclistes et les piétons, quatre entrées du viaduc ont été prévues en béton armé, dont les deux plus hautes forment un virage à 180 ° vers la gauche pour réduire la pente. Ces pentes ont été conçues par l'architecte bruxellois Georges De Hens.

## Changement au niveau des voies
En 2004, les voies 2x2 ont été converties en une voie de bus vers le centre de Vilvorde, une voie dans chaque sens et une voie alternée entre les deux (utilisées en alternance pour la circulation vers le centre de Vilvorde ou vers Grimbergen).

## Galerie

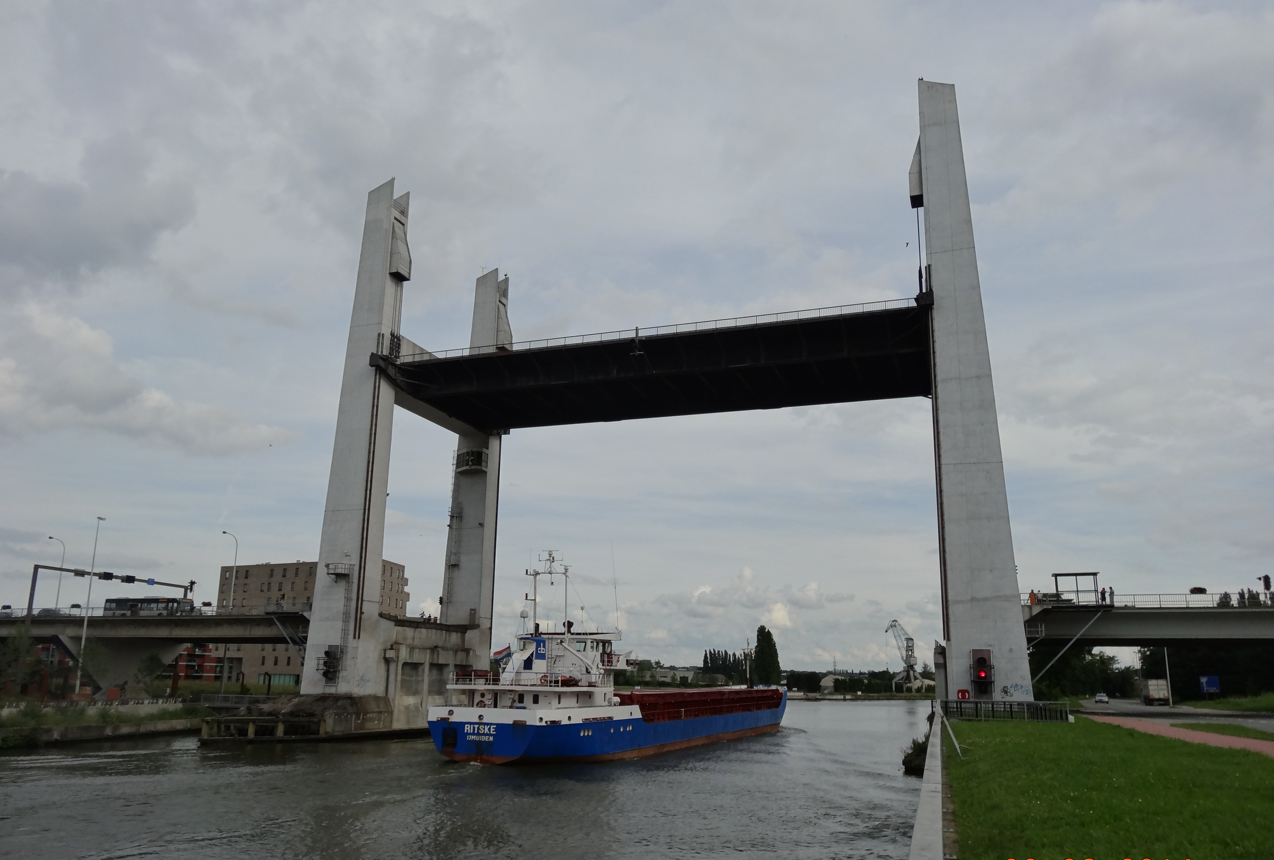
Pont de l'Europe ouvert pour un navire de mer (2014)
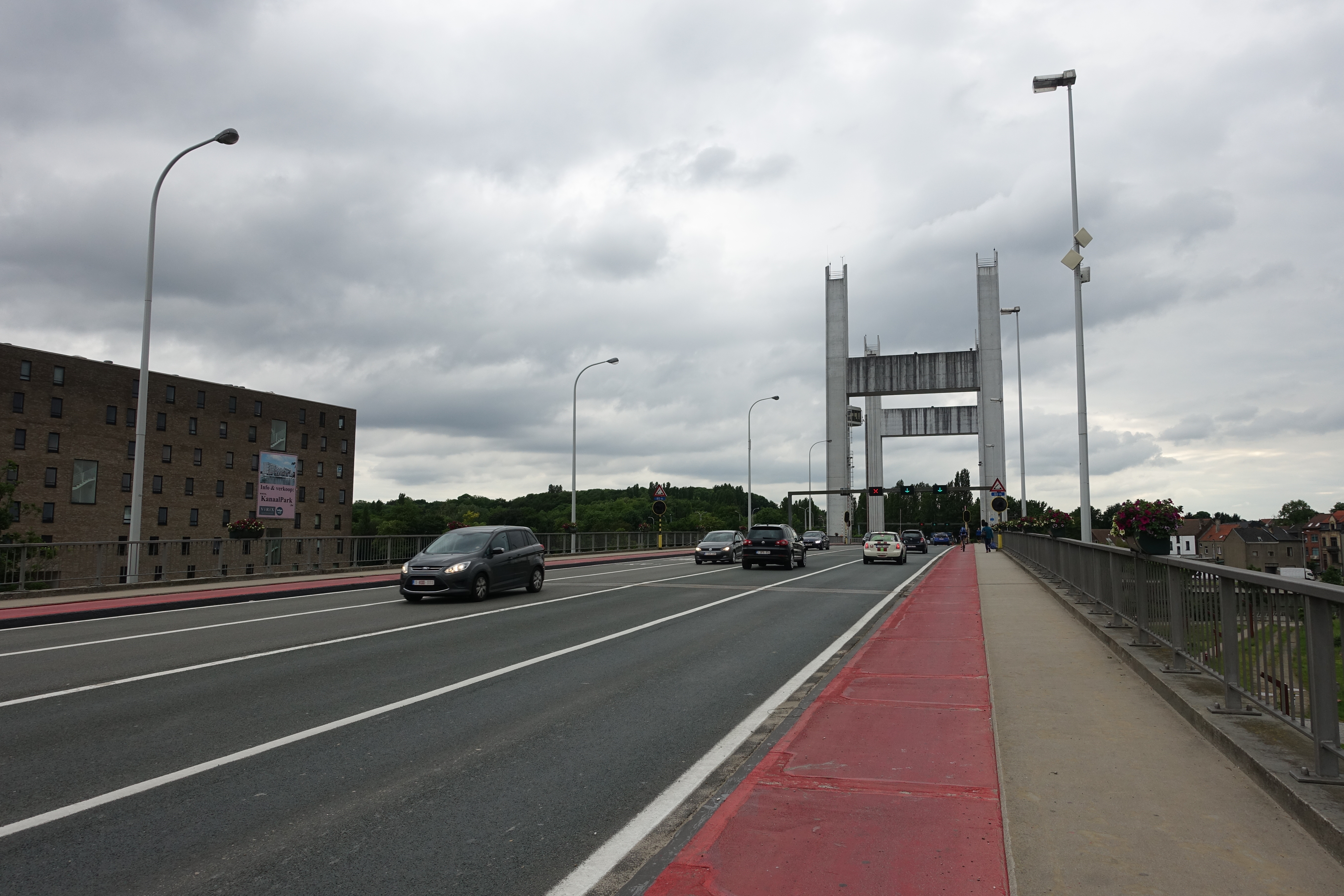
Pont de l'Europe avec à gauche le bâtiment Cantecleer (projet Watersite) et Domaine des Trois Fontaines en arrière-plan